# Festival von Saintes
Das Festival von Saintes ist ein internationales Festival klassischer Musik, das seit 1972 alljährlich im Juli in Saintes stattfindet. Wichtigster Aufführungsort der Konzerte ist die Abbaye aux Dames Saintes.
Das Festival wurde von Alan Paquier gegründet. Von 1981 bis 2002 wurde es von Philippe Herreweghe geleitet, danach von Stephan Maciejewski. Ursprünglich ein reines Barockfestival, öffnete es sich unter der Leitung von Philippe Herreweghe auch anderen Musikepochen. Besonderer Wert wird darauf gelegt, das Verbindende zwischen den Musikepochen aufzuzeigen. So enthielt das Programm des Jahres 2018 neben  Bach, Händel und Vivaldi auch  Werke von  Glass, Beethoven oder Vaughn Williams.
Heute ist das Festival eines der wichtigsten Musikfestivals Frankreichs. Unter den Interpreten fanden sich in den letzten Jahren unter anderem  Philippe Herreweghe, Les Talens lyriques,  das Collegium Vocale Gent, das Orchestre des Champs-Élysées, Marc Minkowski, und Carolyn Sampson.